# Classic FM
Pour la station diffusée aux Pays-Bas, voir Classic FM (Pays-Bas).
Classic FM est une station de radio privée britannique consacrée à la musique classique, appartenant au groupe Global Radio (en). La station est l'une des trois radios nationales indépendantes (en) du Royaume-Uni.
Classic FM diffuse à l'échelle nationale sur la bande FM, la diffusion audionumérique, la télévision par câble et par satellite et est disponible à l'international par flux audio sur Internet. La station de radio diffuse en outre quelquefois de la musique de film (moderne) et de la musique de jeu vidéo.